# 生神金光大神取次
生神金光大神取次（いきがみこんこうだいじんとりつぎ。「取次」）は、金光教の信仰の中心活動で、現在は一般に「取次」と呼ばれる「結界取次」と、金光教信奉者や団体が金光教の信仰に基づいて行う各種活動の総体を差すことばである。
その根本となる「結界取次」は、金光教の教祖が、参拝者の話した悩み事や願い事を聞いて神に伝え、神のおかげ（功徳）を授ける、あるいは神から返ってきた教えを人に伝えて、わかりやすく説いたことをモデルに、教祖自身が、信仰でおかげを受けた人々に、同様にするように勧めたことから、布教者が行う業（わざ）となった。
この「取次」の業によって、神と人間があいよかけよの世界（＝神と人間がお互いに相手のことを気遣い、相手の願いが成就するように働き合う世界）を実現するのが金光教の信仰の目標である。

## 結界取次
金光教の本部をはじめ世界各地の金光教の教会には、広前とよばれる拝礼する空間に、必ず「取次」の場としての「結界」と言われる場所があり、多くは参拝者から見て、神前の手前の右手にあり、その場に取次者が座している。
参拝者は、神前および霊前に向かって拝礼したあと、この結界に進み、神へのいろいろな願いや思い、お詫びやお礼を「お届け」し、取次者からの返事を受ける。
このとき、「奉」と書かれた包みで「奉献金」等を献じたりした場合は、「御神米」とよばれる、神に供えた洗米を十二粒ほど和紙で折った紙で包んだもの（御剣先）を取次者から渡され、お届けや願いやお詫びなどの証しとして、参拝者は大切に持ち帰ることになる。もちろん奉献金無しでも御神米は下がることがある。
また、この参拝者からの届け事は「御祈念帳」とよばれる、和とじの神に届ける帳面に届けた氏名や内容が簡潔に書き記され、神に願い続けられることになる。
金光教本部での取次者は、基本的に金光教教主であり、参拝者は誰でも届け出をすることが出来る。これは金光教の特徴である。このため金光教教主は金光教本部を離れることは滅多にない。なお、教主の食事時などは指名された代勤者（金光家の一族の人が多い）が座っている。